# Milionia keberai
Milionia keberai là một loài bướm đêm trong họ Geometridae.